# Alvaro Palmen
Alvaro Palmen (* 1964 in Kopenhagen) ist ein deutscher Geiger und Dirigent.

## Leben und Wirken
Alvaro Palmen wurde in Kopenhagen als Sohn der kolumbianischen Sängerin Lia Montoya und des Dirigenten Egon-Joseph Palmen geboren. Er erhielt seinen ersten Violinunterricht mit 4 Jahren. Seien weitere Ausbildung erfolgte ab 1976 an der Rheinischen Musikschule. Es folgte ein Studium an der Hochschule für Musik in Köln und am Konservatorium Bern bei Max Rostal und Berta Volmer.
Seit 1986 ist er als Vorspieler Mitglied der 1. Violinen des Gürzenich-Orchesters. Ab 1987 leitete er gemeinsam mit seinem Vater Egon-Joseph Palmen das Jugendsinfonieorchester Köln. Weitere Dirigate waren beim Landesjugendorchester Nordrhein-Westfalen, dem Landesjugendorchester Rheinland-Pfalz, dem RIAS-Jugendorchester Berlin und der Jungen Deutschen Philharmonie.
Er dirigierte das Gürzenich-Orchester bei mehreren Opernaufführungen der Kölner Oper wie 2003 die Uraufführung Die heilige Ente von Hans Gál, 2004 L’elisir d’amore von Gaetano Donizetti oder 2006 Hänsel und Gretel von Engelbert Humperdinck. Zudem leitete er drei Konzerte des Gürzenich-Orchesters in der Kölner Philharmonie.